# Chépy
Chépy település Franciaországban, Somme megyében. Lakosainak száma 1212 fő (2022. január 1.). Chépy Franleu, Acheux-en-Vimeu, Aigneville, Feuquières-en-Vimeu és Valines községekkel határos.

## Népesség
A település népességének változása:
| Lakosok száma | 1276 | 1281 | 1287 | 1252 | 1237 | 1231 | 1231 | 1235 | 1212 |
|               | 2013 | 2015 | 2016 | 2017 | 2018 | 2019 | 2020 | 2021 | 2022 |